# Te de soqueta
El te de soqueta (Potentilla caulescens) és una espècie de planta del gènere Potentilla dins la família rosàcia es troba a part del sud d'Europa i alguns punts del nord d'Àfrica. És autòctona als Països Catalans i a les Balears només es troba a la Serra de Tramuntana. Es considera planta submediterrània.

## Descripció
Planta perenne de 10 a 30 cm d'alçada floreix de juny a juliol. Les flors són estel·lades ben obertes, les fulles són d'un verd fosc més o menys coriàcies amb pèls llargs més o menys sedosos abundants sobretot en els marges dels folíols (en té de 3 a 7). pètals ordinàriament més llargs que els sèpals. Les flors poden ser blanques o rosades però no grogues com a la majoria d'espècies del seu gènere. Viu dels 450 als 2.500 metres d'altitud.

## Hàbitat
Són plantes típiques dels penya-segats calcaris o fissures de les roques.

## Usos
Molt usada antigament en la medicina tradicional.

## Sinònims
| - Dasiphora jacquinii Raf. - Fragaria caulescens (L.) Crantz - Fragariastrum caulescens (L.) Schur - Fragariastrum petiolulatum (Gaudin) Schur - Potentilla alba var. caulescens (L.) Lam. - Potentilla alba auct. hisp. - Potentilla nebrodensis Strobl ex Zimmeter | - Potentilla petiolulata Gaudin - Potentilla petiolulosa (Ser.) Strobl - Potentilla petrophila var. cuatrecasasii Á.M.Hern. - Potentilla petrophila Boiss. - Trichothalamus caulescens (L.) Spreng. - Trichothalamus petiolulatus (Gaudin) Fourr. |